# 田园街道
田园街道，是原中华人民共和国黑龙江省佳木斯市前进区下辖的一个乡镇级行政单位。佳政函【2016】29号文件将田园街道撤销，各社区由前进区直辖。

## 行政区划
原田园街道下辖以下地区：
双合社区、彩霞社区和宏达社区。